# نوتروفیل
نوتروفیل (به انگلیسی: Neutrophil) نوعی گویچهٔ سفید بیگانه‌خوار است. نوتروفیل‌ها دارای کموتاکسی (شیمی‌رَوی) هستند و در دستگاه ایمنی بدن انسان، در خط دوم دفاع غیراختصاصی یعنی ایمنی ذاتی قرار دارند.
نوتروفیل‌ها گلبول‌های سفید کروی شکلی هستند. این گلبول‌ها ۱۲ تا ۱۸ میکرون قطر دارند. عمر نوتروفیل‌ها حدود ۶ ساعت تا چند روز است. نوتروفیل‌ها بیش از ۶۰٪ گلبول‌های سفید خون را تشکیل می‌دهند و دارای هسته لبوله (چند لوبه) هستند، توانائی بیگانه‌خواری (فاگوسیتوز) دارند. وضعیت هسته بسیار متراکم و کناری بوده و در وسط آن فرورفتگی وجود دارد و تا نصف قطر سلول می‌رسد. دارای سیتوپلاسم وسیع می‌باشند و نسبت هسته به سیتوپلاسم ثابت است. گرانول‌های نوتروفیلی ظریف و صورتی رنگ است و اندازه آن‌ها متغیر است. گرانول‌های نوتروفیل شامل ۴ نوع اولیه یا آزروفیلیک، ثانویه یا اختصاصی، گرانول‌های ثالثه و وزیکول‌های ترشحی است. گرانول‌های اولیه عمدتاً گرد و قطر ۵۰۰ نانومتری دارند. از مرحله متامایلوسیت به نسبت گرانول‌های اولیه به ثانویه حدود ۱ به ۲ است. نوتروفیل‌ها دستگاه گلژی کوچکی دارند. نوتروفیل‌ها در عفونت‌های حاد مانند بیماری‌های عفونی و آپاندیسیت حاد در خون افزایش می‌یابند.
نوتروفیل‌ها و مونوسیت‌ها گویچه‌های سفیدی هستند که توانایی تراگذری (دیاپدز) را دارند. نوتروفیل‌ ها معمولا قارچ ها و باکتری ها را می‌بلعند زیرا آنزیم های آن ها این عوامل را هضم میکند

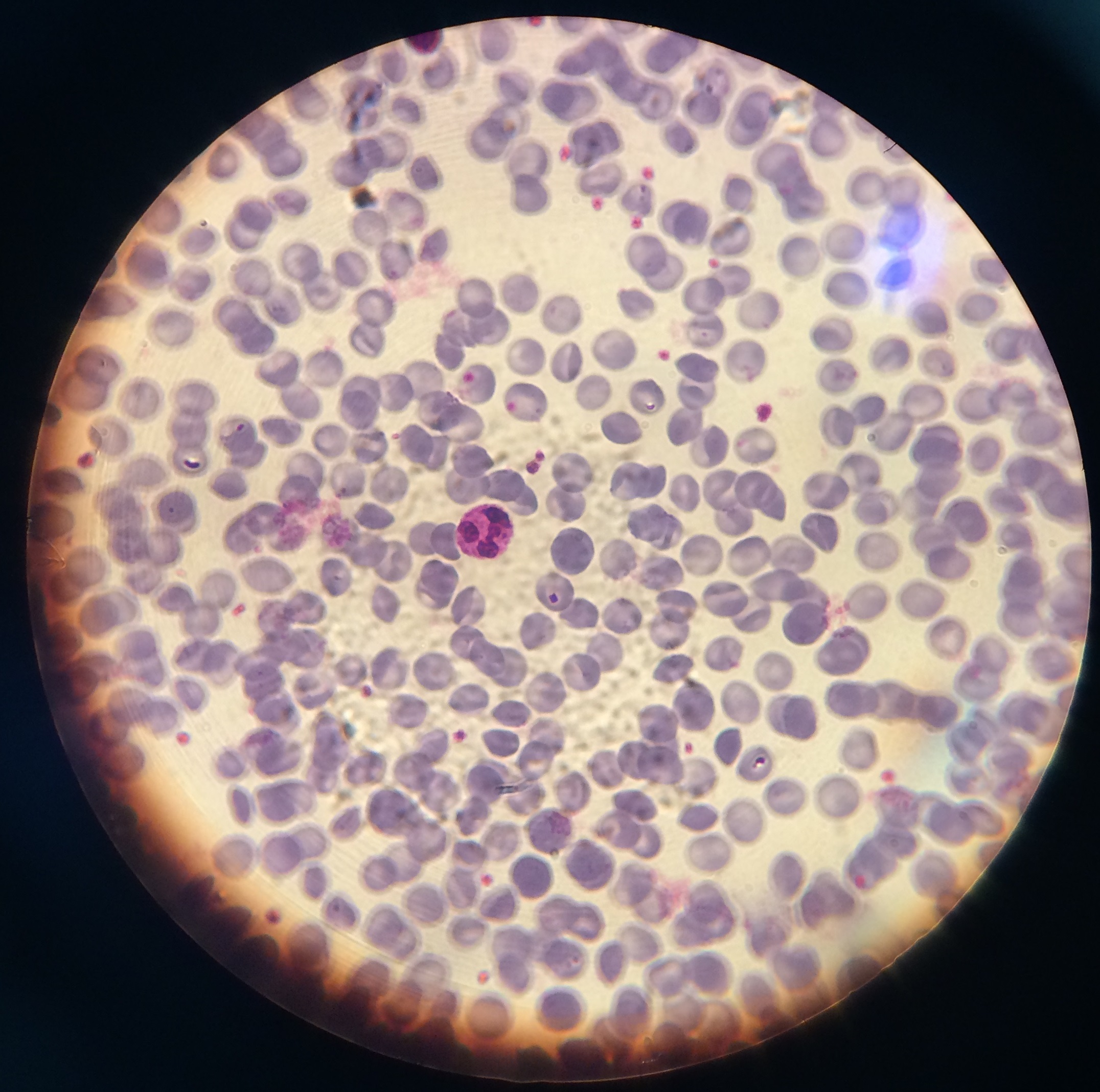
یک نوتروفیل رنگ آمیزی شده با روش گیمسا

## نگارخانه

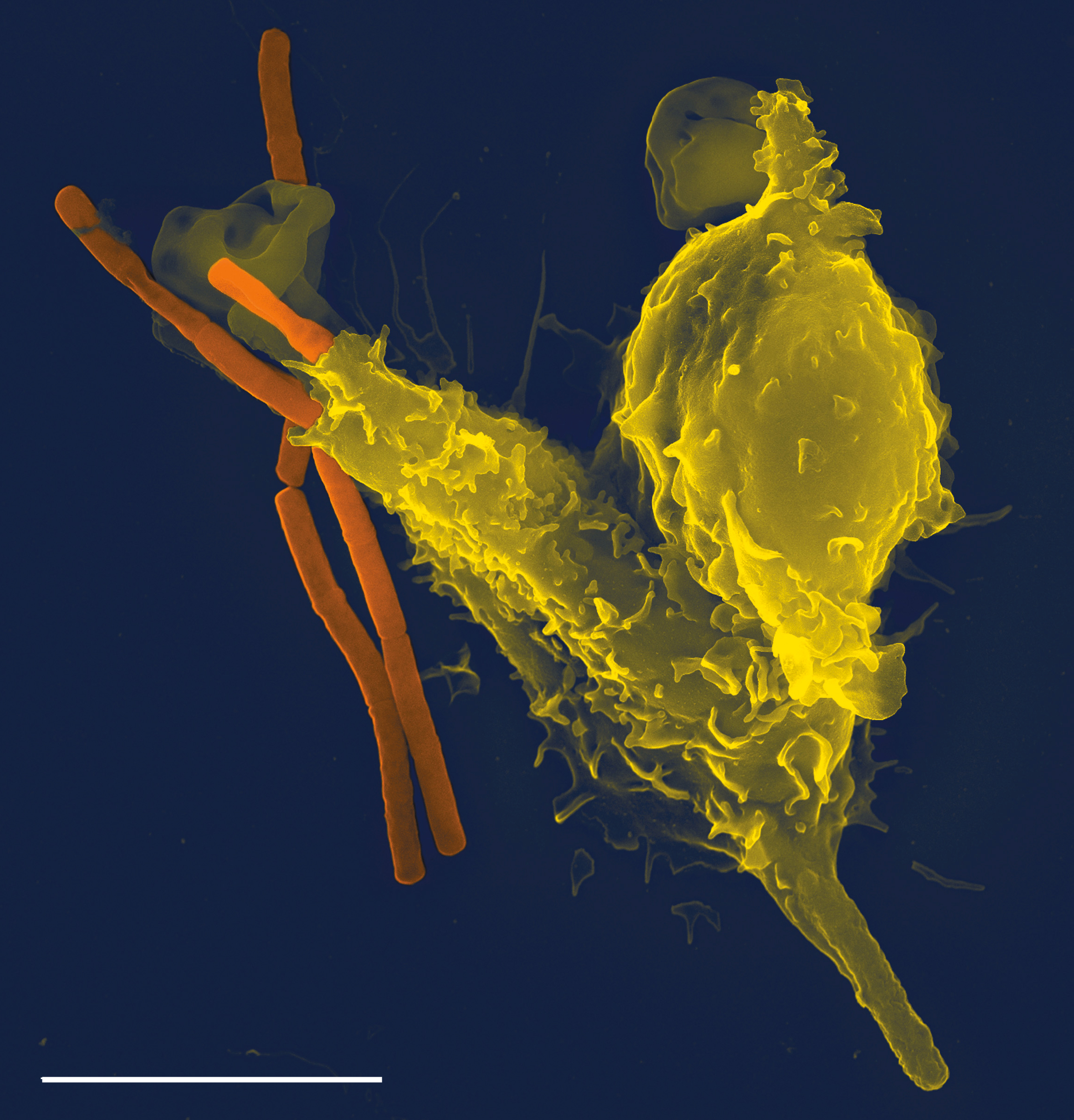
نگاره‌ای از یک نوتروفیل (نوعی گلبول سفید واقع در سمت راست عکس) در حال فاگوسیتوز و یا خوردن باکتری سیاه‌زخم که با میکروسکوپ الکترونی گرفته شده‌است؛ نوتروفیل‌ها ۶۰ درصد گلبول‌های سفید را تشکیل می‌دهند و بیشترین گلبول‌های سفید خون هستند.